# Zbór Kościoła Ewangelicznych Chrześcijan w Turku
Zbór Kościoła Ewangelicznych Chrześcijan w Turku – ewangeliczna wspólnota chrześcijańska mająca siedzibę w Turku, przy ulicy Kruszyńskiego 13.

## Charakterystyka
Zbór w Turku jest częścią Kościoła Ewangelicznych Chrześcijan, należącego do rodziny wolnych kościołów protestanckich.

## Historia
Początki Zboru Ewangelicznych Chrześcijan w Turku sięgają późnych lat siedemdziesiątych XX wieku. Wówczas to z inicjatywy słuchaczy programów radiowych “Głos Ewangelii” zorganizowano w Turku pierwsze ewangeliczne nabożeństwa i powstała stacja misyjna, podlegająca zborowi w Łodzi, przekształcona w 1980 w placówkę. W 1994 społeczność w Turku stała się samodzielnym zborem Kościoła Ewangelicznych Chrześcijan a na urząd pastora wybrano Józefa Kurzawę.

## Działalność
Nabożeństwa odbywają się w niedziele o godzinie 10.00 oraz w środy o godzinie 18.00. Charakteryzują się one prostą formą i składają się z kazań opartych na Biblii oraz wspólnego śpiewu i modlitwy. W czasie niedzielnych nabożeństw odbywają się zajęcia Szkoły Niedzielnej dla dzieci. Organizowane są również regularne spotkania dla młodzieży. Zbór prowadzi także działalność charytatywną i społeczną. Jedną z jego inicjatyw jest świetlica środowiskowa dla dzieci. Zbór w Turku współpracuje z kościołami i organizacjami ewangelicznymi w kraju i za granicą. Pastorem Zboru jest Józef Kurzawa.